# TNA 에픽스
TNA 에픽스 (TNA Epics)는 TNA의 과거 명경기들을 돌아보는 프로그램으로 WWE의 빈티지와 유사한 포맷의 프로그램이다. 진행자는 믹 폴리이다.

## 에피소드

### 시즌1 (2009년) (브라보 채널)
- 1회 : 6각 철장 경기 베스트 (2009.5.15)
- 2회 : X-디비젼 타이틀전 베스트 1부 (2009.5.22)
- 3회 : 슬래미버셔리 베스트 (2009.5.29)
- 4회 : 킹 오브 더 마운틴 베스트 (2009.6.5)
- 5회 : 넉아웃 베스트 (2009.6.12)
- 6회 : 헐크 호건 2003년 기자회견 (2009.6.19)
- 7회 : 월드헤비급 타이틀전 베스트 1부 (2009.6.27)
- 8회 : 하드코어 워즈 1부 (2009.7.4)
- 9회 : 제프 하디 베스트 1부 (미방영)
- 10회 : X-디비젼의 혼란 1부 (2009.9.26)

### 시즌2 (2010년) (스파이크 TV)
- 1회 : 커트 앵글 베스트 (2010.1.14)
- 2회 : 스팅의 바운드 포 글로리 연승행진 (2010.2.11)
- 3회 : X-디비젼의 혼란 2부 (2010.3.16)
- 4회 : 믹 폴리 베스트 (2010.4.15)